# 吉田晃敏
吉田 晃敏（よしだ あきとし、1952年（昭和27年）4月14日 - ）は、日本の医学者、眼科医。医学博士（旭川医科大学）。旭川医科大学前学長。北海道出身。南京中医薬大学眼科客員教授。ハーバード大学医学部スケペンス眼研究所評議員。

## 来歴
- 函館ラ・サール高等学校卒業。
- 1979年（昭和54年）に旭川医科大学卒業。その後眼科学教室に入局[1]し、眼科医としての道を歩む。
- 1980年（昭和55年）からはハーバード大学眼科に3年間留学している[1]。
- 僻地医療の解決策として遠隔医療を提唱。
- 上記の遠隔医療システム開発において、マサチューセッツ州知事賞を授与されている。遠隔医療システムの構築は日本初であるが、 ハーバード大学に先をこされ、世界初とはならなかった。
- 1985年（昭和60年）釧路赤十字病院眼科部長就任[2]。
- 1986年（昭和61年）旭川医科大学眼科講師[2]
- 1988年（昭和63年）旭川医科大学眼科学講座助教授[2]
- 1992年（平成4年）7月16日 旭川医科大学眼科学講座教授[2]
- 1999年（平成11年）旭川医科大学附属病院遠隔医療センター長、手術部長就任[2]
- 2007年（平成19年）、旭川医科大学の学長に就任する[1]。
- 2008年（平成20年）4月より、日本遠隔医療学会モバイル国際遠隔医療分科会長
- 2009年（平成21年）総務大臣表彰を個人受賞。著名な経営者等に与えられるもので国公立大学の学者では初となる。
- 2011年（平成23年）産学官連携功労者表彰文部科学大臣賞をソフトバンクBB株式会社の孫正義代表取締役社長兼CEOと共に受賞。受賞事例名は「ICTを用いた「切れ目のない医療支援体制」の確立」である。
- 2021年（令和3年）吉田学長が6月17日、萩生田光一文部科学大臣に旭川医科大学学長辞表を提出したと表明した[3]。
- 2022年（令和4年）3月3日、文部科学省が吉田の学長辞任の人事を発令[4]。
- 2024年（令和6年）10月、道北地域の町立診療所で勤務していることを地元メディアが報じた[5]。

## 新型コロナウイルス感染症患者の受け入れを巡る問題
- 2020年11月13日、旭川医科大学病院での新型コロナウイルス感染症患者の受け入れ許可を求めた古川博之病院長に対し、学長として「受け入れるならお前が辞めろ」などと発言[6]。
- 2020年11月17日、新型コロナウイルス感染症のクラスターと認定された旭川市内の吉田病院について、旭川医科大学の学内会議で「コロナを完全になくすためには、あの病院（吉田病院）が完全になくなるしかない」「この旭川市に吉田病院があるということ自体が、ぐじゅぐじゅ、ぐじゅぐじゅとコロナをまき散らして」と発言[7]。
- 2021年1月7日、古川博之病院長への「（新型コロナウイルス感染症患者を）受け入れるならお前が辞めろ」などの発言が事実なら、パワーハラスメントに当たる恐れがあるとして、文部科学省が調査に入った[8]。
- 2021年1月25日、「古川病院長が吉田学長の発言を録音し、報道機関に説明して情報漏えいした」として、旭川医科大学の役員会が古川博之病院長を解任したことが明らかとなった[9]。
- 2022年2月25日付で、大学側が「新体制移行を最優先したい」として解任の申し出を取り下げた。これを受け、文部科学省は3月3日付で吉田の学長辞任の人事を発令した[4]。

## 不祥事
2021年6月13日、旭川医科大学の事務局に指示して、契約が切れた「学長特別補佐」に対する報酬として計約300万円を支出させたと、同大学の調査チームが指摘していることが分かった。同大では新型コロナウイルス対応を巡って、教職員が吉田学長の解任を求める署名を提出。調査結果は、解任の是非を審査する学長選考会議に報告された。

## 受賞歴
- 1996年（平成8年）12月 - 米国マサチューセッツ州知事賞[1]
- 1999年（平成11年）6月 - Paul Kayser International Award of Merit in Retina Research[1]
- 2007年（平成19年）4月 - 日本眼科学会評議員会賞[1]
- 2008年（平成20年）1月 - 独立行政法人情報通信研究機構JGN2アワード国際連携賞、4月  - 同機構個人優秀賞・同機構　優秀賞[1]
- 2008年（平成20年）8月 - 旭川市貢献賞[1]
- 2009年（平成21年）6月 - 平成21年度「情報通信月間」 総務大臣表彰　個人賞[1]
- 2011年（平成23年）3月 - 北海道科学技術賞[1]
- 2011年（平成23年）9月 - 「第9回産学官連携功労者表彰」文部科学大臣賞（連名：ソフトバンクＢＢ株式会社代表取締役社長　孫正義）[1]

## 著書（単著）
- 『格差なき医療』講談社,2007年,ISBN 9784062139823[11]
- 『すぐに役立つ眼科診療の知識 網膜・硝子体』金原出版,2005年,ISBN	9784307351171[11]